# اچ‌ام‌اس وینچستر (ال۵۵)
اچ‌ام‌اس وینچستر (ال۵۵) (به انگلیسی: HMS Winchester (L55)) یک کشتی بود که طول آن ۳۰۰ فوت (۹۱ متر) بود. این کشتی در سال ۱۹۱۸ ساخته شد.